# Ивенсен, Павел Альбертович
Павел Альбертович Ивенсен (2 июня 1908 — 22 октября 1999) — советский изобретатель, авиаконструктор и создатель ракетной техники, главный конструктор ракеты-носителя «Протон».

## Биография
Родился в Москве в семье потомственного гражданина Москвы. Ещё в юности проявился его талант инженера-конструктора. В 1925 году, будучи 17-летним юношей, он создал проект своего первого планера и Общество друзей Воздушного флота (ОДВФ) предоставило ему средства на постройку тренировочного экземпляра планера, который после некоторых доработок получает весьма высокие оценки от прославленных советских лётчиков.
В 1928 году инженер П. А. Ивенсен приглашён на работу в Комитет легкомоторной авиации, где работал около года. В 1931 году — создатель планеров И-1, И-4, И-6, легкомоторного самолёта И-2, так называемого крыльера — небольшого самолёта на подводных крыльях и испытанного на Москве-реке, и ещё — специального самолёта И-5, для перевозки матриц газеты «Правда», зачислен в штат Экспериментального института, и вскоре за проявленное старание, выполнение «особого задания» назначается ведущим конструктором института. В начале 1932 года перешёл в Самолетный Научно-исследовательский Институт Гражданского Воздушного Флота (НИИ ГВФ), в Конструкторского бюро авиаконструктора Р. Л. Бартини. Здесь он принимает участие в конструировании самолета «Сталь-6», а затем работает уже совместно с Р. Л. Бартини — над проектированию моделей «Сталь-7», «Сталь-8», «Дар».
10 июля 1935 года Особым совещанием при НКВД СССР — за так называемую «контрреволюционную деятельность» был приговорён к лишению свободы на пять лет в исправительно-трудовых лагерях усиленного режима, и был направлен в лагерь на Соловки. И здесь он добивается у начальства лагеря разрешения продолжить научную работу: работает над созданием проекта эстакады с вагоном на пневматических шинах, пытался осуществить разработку проекта транспорта на воздушной подушке. Примерно через год, НКВД организовало поиск всех специалистов по авиационной технике и Павел Ивенсен попадает в «шарашку» которая находилась в Болшево (ныне — г. Королёв Московской обл.), где по воле случая вновь встретился с авиаконструктором Робертом Бартини и вместе с ним вошёл в штат Конструкторского бюро под руководством А. Н. Туполева, работал над проектированием самолёта Ту-2 (АНТ-58).
9 мая 1940 года выпущен на свободу и поселился в Куйбышеве. С мая 1940 до сентября 1941 г. работал на Куйбышевском карбюраторно-арматурном заводе, где переконструировал установку для испытания свечей зажигания двигателей внутреннего сгорания; согласно выданной ему справки за годы войны его методом было испытано больше 32,5 миллионов свечей и сердечников; усовершенствовал технологию изготовления топливного насоса для танка Т-34, что давало большую экономию алюминия.
Осенью 1941 года задержан и депортирован на Урал: вначале работал конструктором на Челябинском литейно-механическом заводе, а с ноября 1942 года — в Копейске на шахте № 201 треста «Копейскуголь», где создаёт горнодобывающий комбайн, значительно облегчающий труд шахтёров. Из-за резко ухудшившегося здоровья П. А. Ивенсен был переведён в Центральные электромеханические мастерские, где модернизирует модель созданного им ранее комбайна, за что 22 февраля 1944 года получает авторское свидетельство изобретателя.
В 1956 году реабилитирован и вскоре возглавил группу по ракетной технике в Конструкторском бюро В. М. Мясищева. В 1961 году в филиале № 1 ЦКБМ (ныне Конструкторское бюро «Салют», филиал Государственного Космического Научно-производственного центра имени М. В. Хруничева) по инициативе и под руководством В. Н. Челомея началась разработка новой тяжёлой ракеты УР-500, который назначил П. А. Ивенсена главным ведущим конструктором по созданию этой ракеты, известной впоследствии как ракета-носитель «Протон». Через несколько лет он стал заместителем Главного ведущего конструктора Конструкторского бюро «Салют».
В 1976 году вышел заслуженную пенсию. Находясь на пенсии он возвращается к проекту скоростного эстакадно-туннельного транспорта, задуманного ещё на Соловках, одобренного Бартини. Частично этот проект был реализован при проектировании и создании монорельсовой транспортной системы проходящей в Москве от улицы Эйзенштейна (в районе ВДНХ) до района станции метро «Тимирязевская».
Умер 22 октября 1999 года в Москве, похоронен на Введенском кладбище (уч. № 12) в родовом захоронении.

## Награды, премии
- лауреат Конкурса «Техника — Колесница прогресса» журнала «Изобретатель и рационализатор» (1991)[6]